# ISO 3166-2:TZ
Kódy ISO 3166-2 pro Tanzanii identifikují 31 regionů (stav v roce 2018). První část (TZ) je mezinárodní kód pro Tanzanii, druhá část sestává ze dvou čísel identifikujících region.

## Seznam kódů
```
TZ-01 Arusha (Arusha)
TZ-02 Dar-es-Salaam (Dar-es-Salaam)
TZ-03 Dodoma (Dodoma)
TZ-04 Iringa (Iringa)
TZ-05 Kagera (Bukoba)
TZ-06 Pemba sever (Wete)
TZ-07 Zanzibar sever (Mkokotoni)
TZ-08 Kigoma (Kigoma)
TZ-09 Kilimanjaro (Moshi)
TZ-10 Pemba jih (Chake Chake)
TZ-11 Zanzibar jih a střed (Koani)
TZ-12 Lindi (Lindi)
TZ-13 Mara (Musoma)
TZ-14 Mbeya (Mbeya)
TZ-15 Zanzibar západ (Zanzibar)
TZ-16 Morogoro (Morogoro)
TZ-17 Mtwara (Mtwara)
TZ-18 Mwanza (Mwanza)
TZ-19 Pwani (Dar-es-Salaam)
TZ-20 Rukwa (Sumbawanga)
TZ-21 Ruvuma (Songea)
TZ-22 Shinyanga (Shinyanga)
TZ-23 Singida (Singida)
TZ-24 Tabora (Tabora)
TZ-25 Tanga (Tanga)
TZ-26 Manyara (Babati)
TZ-27 Geita (Geita)
TZ-28 Katavi (Mpanda)
TZ-29 Njombe (Njombe)
TZ-30 Simiyu (Bariadi)
TZ-31 Songwe (Vwawa)
```